# Jan Miense Molenaer
Jan Miense Molenaer, född omkring 1610 i Haarlem, död där 1668, var en nederländsk konstnär.
Molenaer tog intryck bland annat från Frans och Dirck Hals samt Adriaen Brouwer. Han gifte sig 1636 med Judith Leyster. Molenaer var verksam i Haarlem 1636/37-1648, därefter i Amsterdam och Heemstede. Han målade främst porträtt, genremålningar och bibliska motiv.